# 실스마리아

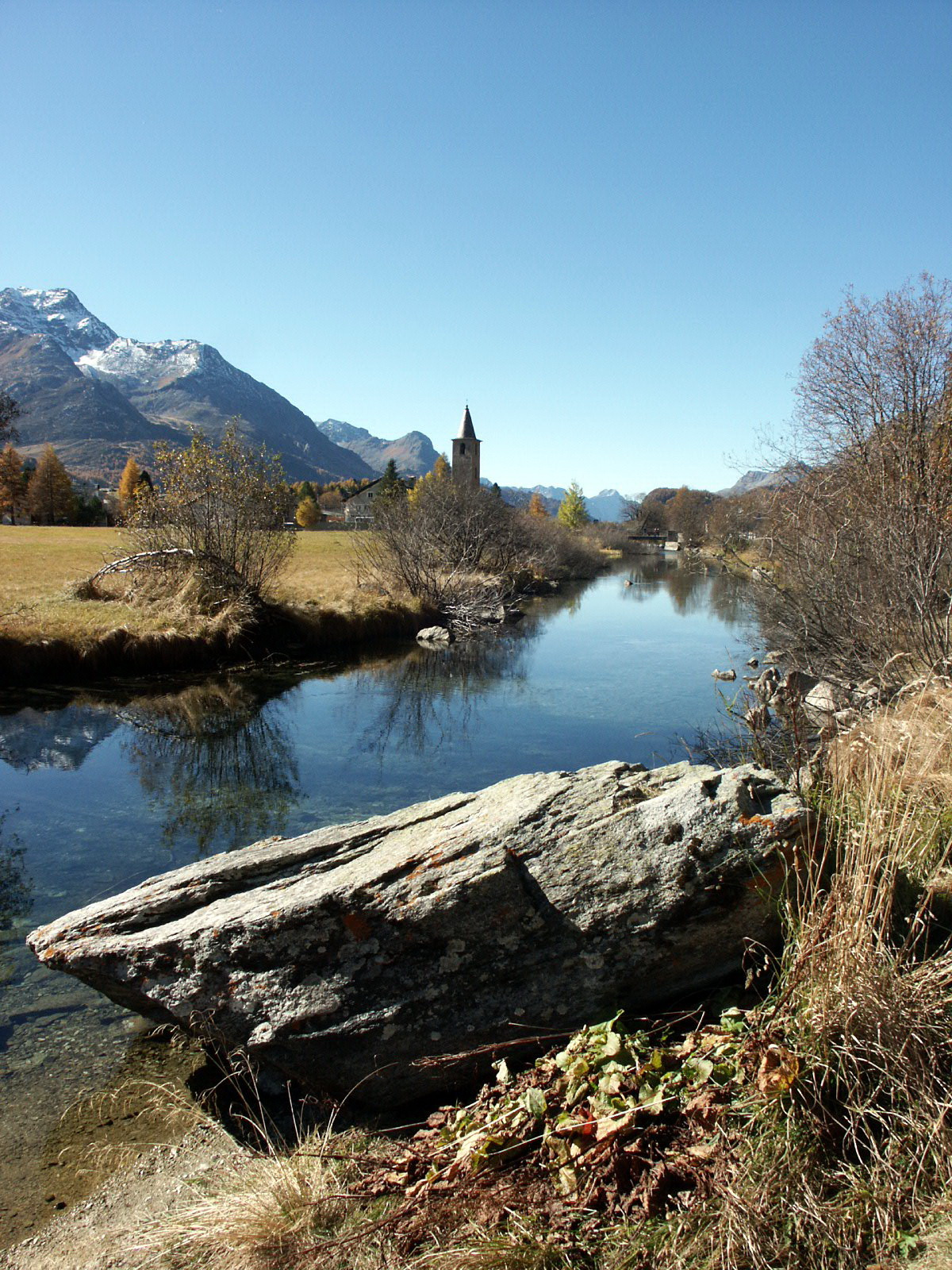

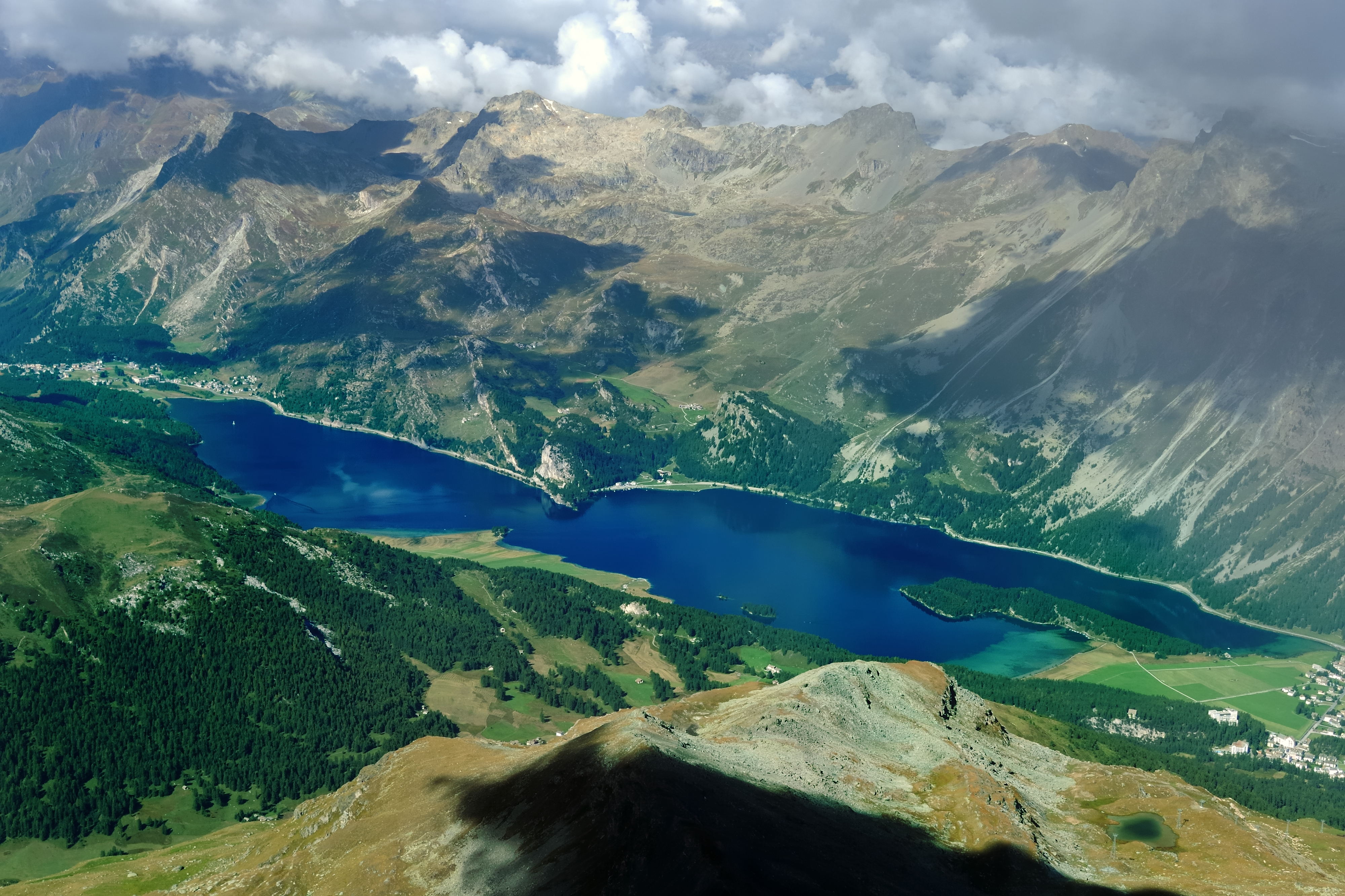
코르바취봉에서 본 실스 호수

실스마리아(Sils-Maria)는 스위스 그라우뷘덴주 실스 임 엥가딘/실의 해발 1,800m에 위치한 한 마을이다. 영화 《클라우즈 오브 실스마리아》의 무대이기도 하다.

## 개요
철학자 프리드리히 니체는 1881년 실스 마리아에 처음 머무는 동안 ‘영원 회귀’에 대한 아이디어를 내놓았다. 1883년과 1888년 사이에 니체는 그곳에서 많은 여름을 보냈다. 그러나 1889년 토리노에서 발생한 건강 문제로 인해 그는 1900년 사망할 때까지 식물인간 상태에 빠졌다. 그가 살았던 집은 박물관인 니체하우스가 되었다. 1876년에 설립된 에델바이스 호텔 바로 옆에 위치한 에델바이스 호텔과 그가 여유롭게 휴식을 취했던 테라스는 여전히 존재한다.
또 다른 호텔인 발트하우스(Waldhaus)는 1908년에 지어진 이래 같은 가족이 운영하고 있다.
19세기와 20세기의 많은 작가들이 실스마리아에 머물렀고, 특히 안네마리 슈바르첸바흐, 토마스 만, 마르셀 프로스트, 헤르만 헤세, 피에르 장 주브, 알베르토 모라비아, 프란크 브나유, 장 콕토, 로제타 로이 등이 실스마리아를 방문한 대표적인 유명 인사이다.
실스 바셀기아(Sils-Baselgia)에서 엥가딘 양식으로 지어진 오래된 고택 펜션 샤스테는 그곳에 머물렀던 유명한 손님, 학자, 예술가, 작가로도 유명하다. 그중에는 정신과 의사 오이겐 블로일러, 시인 파울 첼란, 화가 마르크 샤갈, 작가 프리드리히 뒤렌마트 등이 있다.
지휘자 클라우디오 아바도는 발펙스(Val Fex)에 있는 펙스 크라스타 교회의 작은 공동묘지에 묻혔다.

## 영화
- 〈사기 (1997년 영화)〉(Rien ne va plus, 1997년), 클로드 샤브롤 감독
- 〈클라우즈 오브 실스마리아〉(Clouds of Sils Maria, 2014년), 올리비에 아사야스 감독

## 같이 보기
- 실스 임 엥가딘/실
- 클라우즈 오브 실스마리아
- 실스 호수
- 실바플래나 호수

## 갤러리

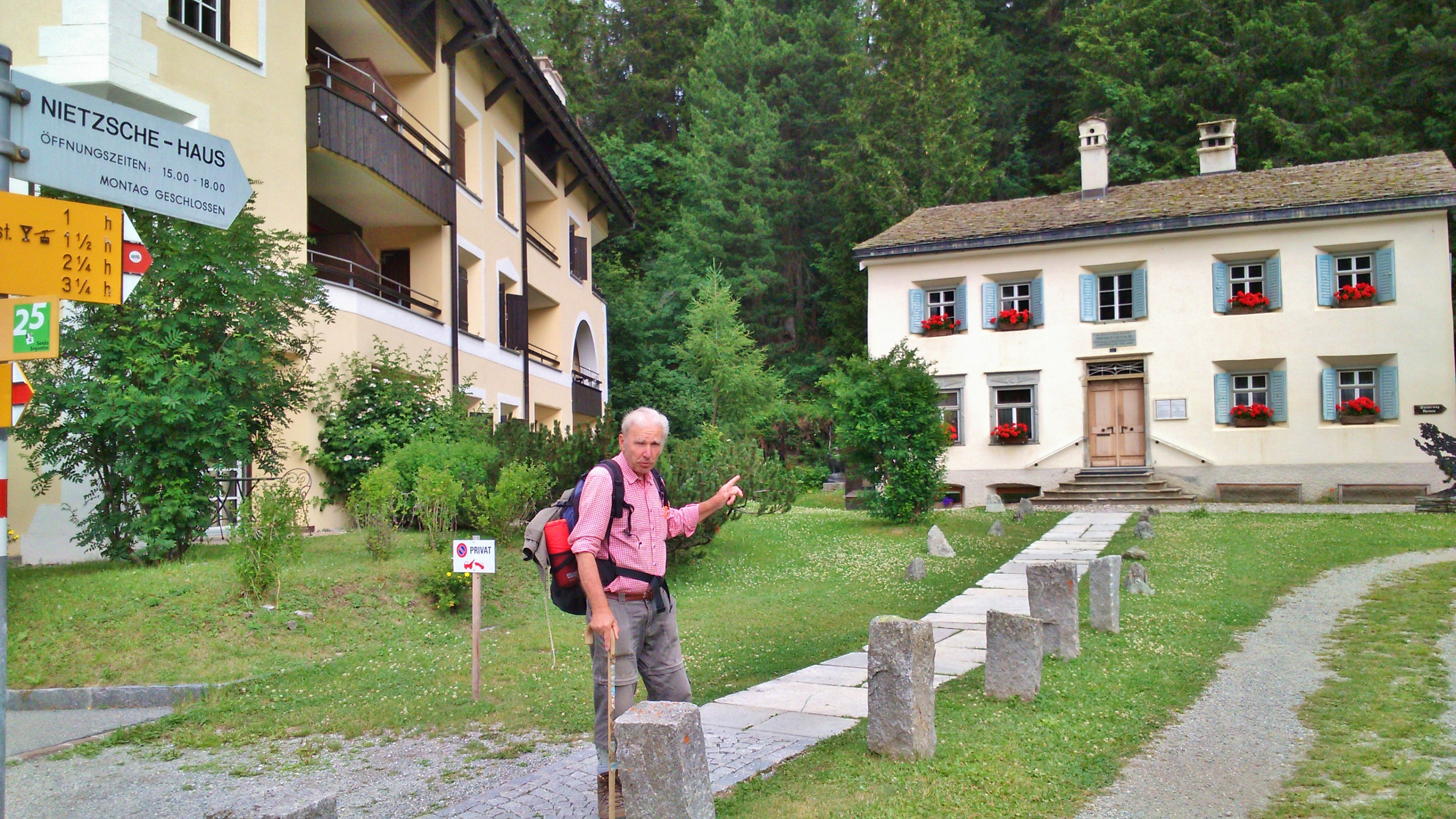
실스마리아아의 니체 하우스 (박물관)
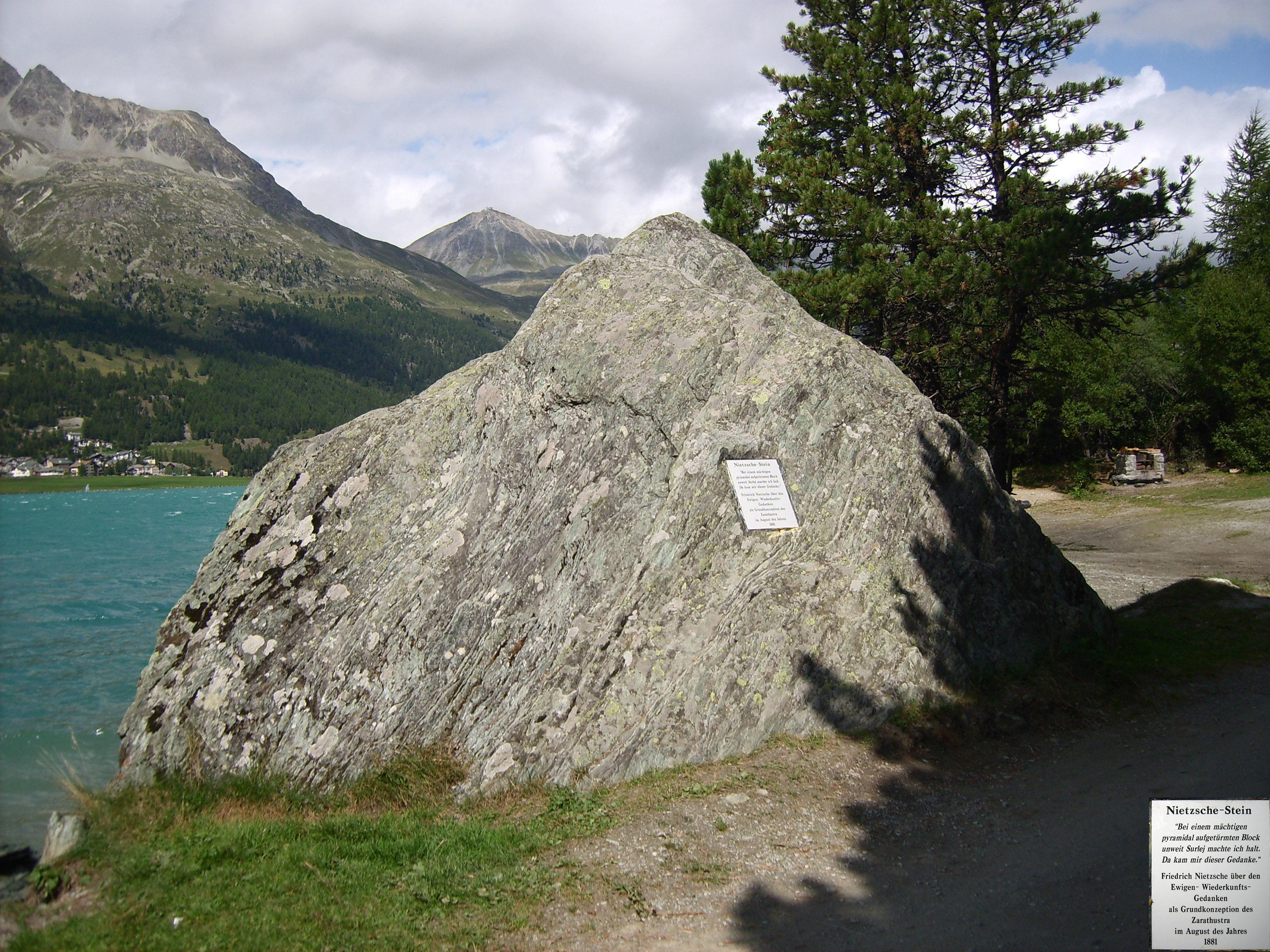
니체 바위 (실바플래나 호수)
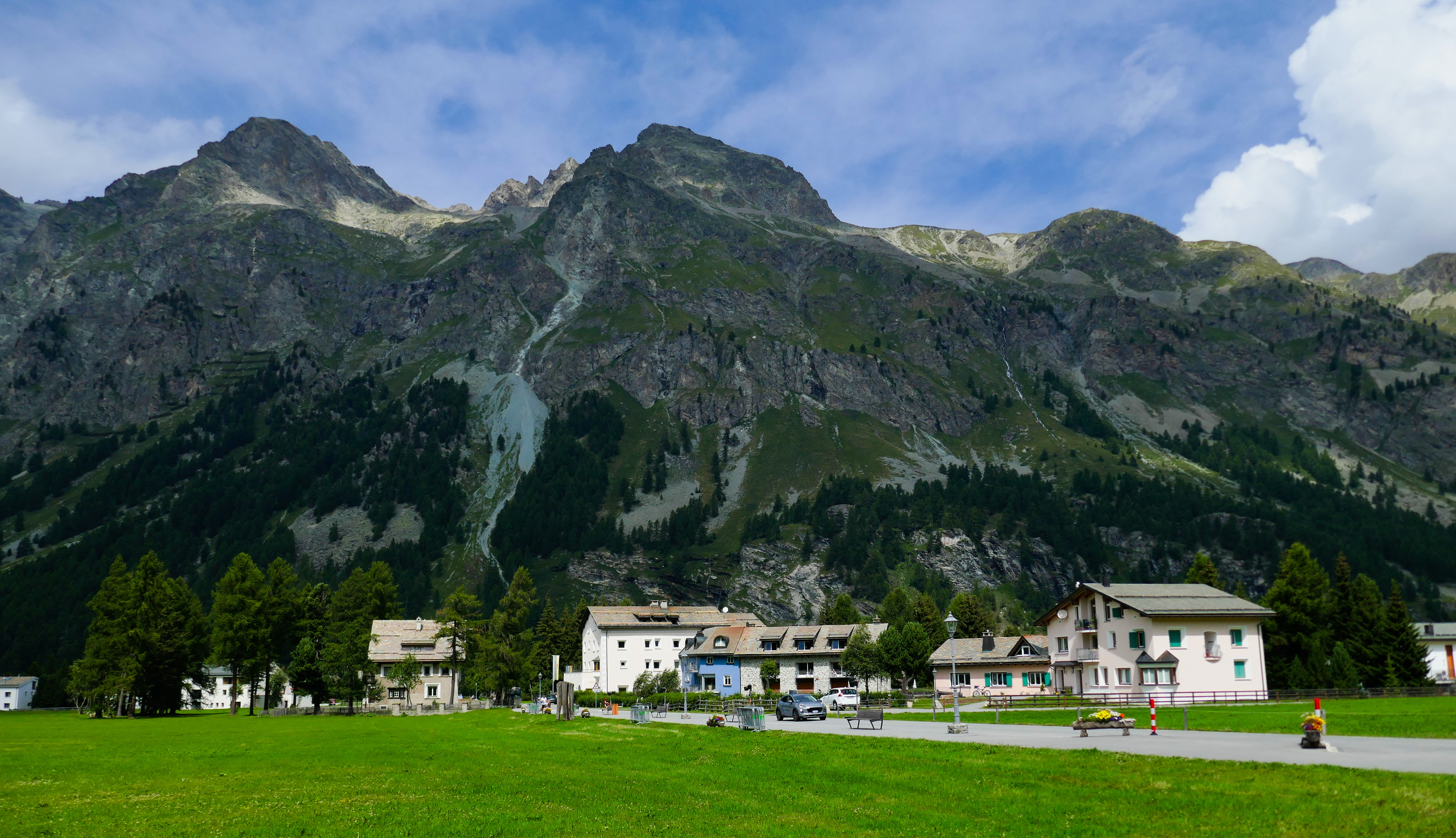
실스 바셀기아
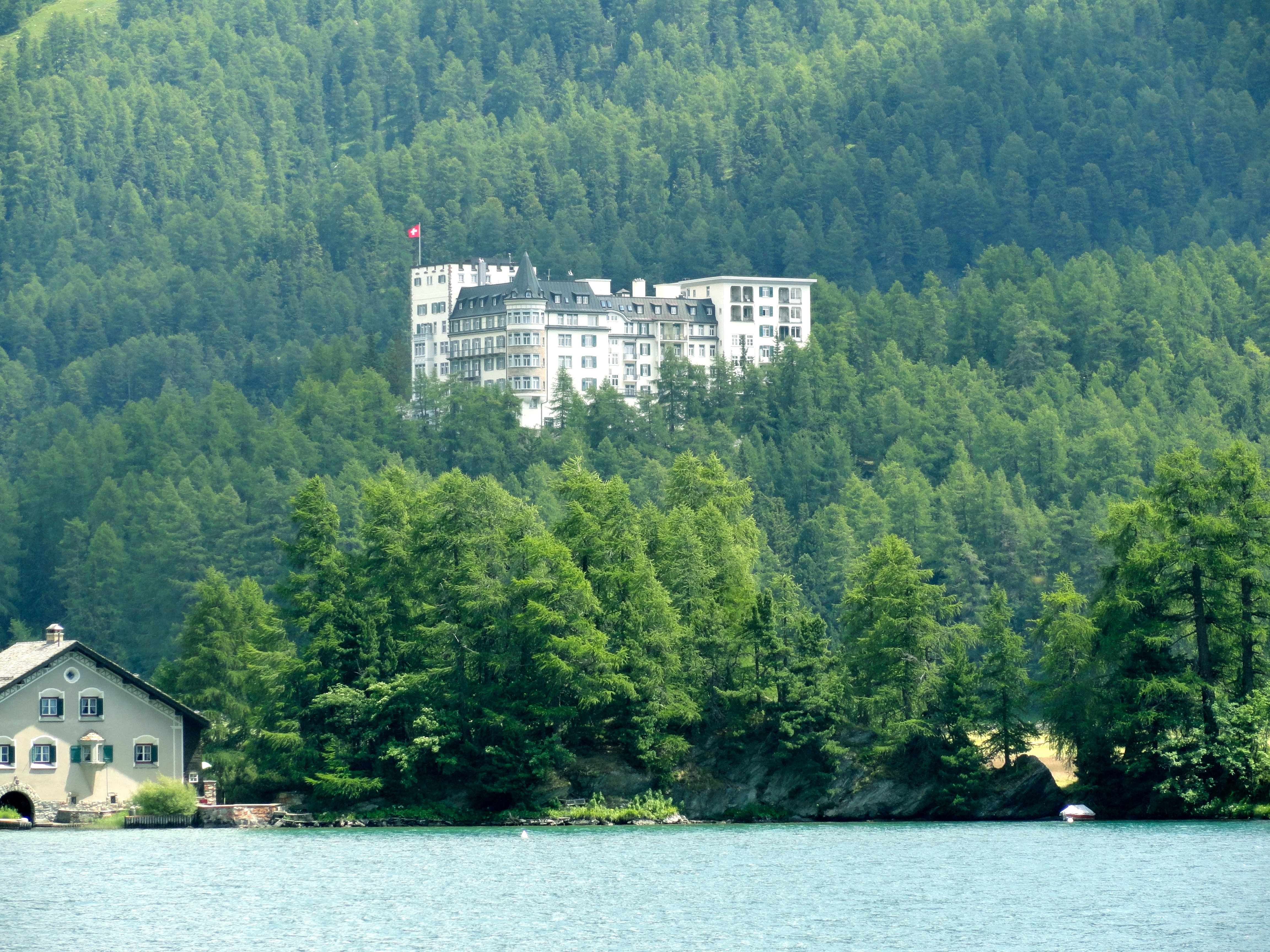
호텔 발트하우스(실스마리아)와 실스호